# Prackovský vulkán
Prackovský vulkán, jinak též Prackovská sopka, vulkán Prackov atp., je vyhaslá sopka v nadmořské výšce 472 m v okrese Semily Libereckého kraje. Leží západně od osady Prackov, na katastrálním území Vesec pod Kozákovem. Útvar je součástí Chráněné krajinné ovlasti Český ráj. Nenápadný kopeček je nejlépe zachovanou sopkou v Čechách,[zdroj?] má nejlépe zachovaný sopečný kráter.

## Popis
Je to v krajině nenápadný útvar na jihozápadním svahu Hamštejnského hřbetu (na jehož hřbetnici poblíž Prackova leží Prackovský vrch (585 m n. m.), se kterým nezaměňovat samotný vulkán). Útvar je zarostlý travou, místy jsou stromky, roste zde náletová vegetace.

## Geomorfologické zařazení
Vulkán náleží do celku Ještědsko-kozákovský hřbet, podcelku Kozákovský hřbet, okrsku Komárovský hřbet, podokrsku Koberovský hřbet a části Hamštejnský hřbet.